# El infierno
El infierno (Nederlands: De hel) is een Mexicaanse film uit 2010, geregisseerd door Luis Estrada.

## Verhaal
De film begint met Benjamin "Benny" García die afscheid neemt van zijn moeder en jongere broer om naar de VS te emigreren. 20 jaar later wordt Benny uit de VS gedeporteerd. Hij treft zijn dorp aan in verontrustende staat. Irrationeel geweld, wijdverbreide corruptie en de economische crisis die het land teistert, hebben het land verwoest. Omdat hij geen alternatieven ziet en om zijn gezin te helpen, begint Benny met drugshandel. Dit leidt voor het eerst in zijn leven tot een leven vol geld, vrouwen en geweld.

## Rolverdeling
| Acteur               | Personage                       |
| -------------------- | ------------------------------- |
| Damián Alcázar       | Benny García                    |
| Joaquín Cosío        | Cochiloco                       |
| Ernesto Gómez Cruz   | don José Reyes/don Pancho Reyes |
| María Rojo           | doña Mary Reyes                 |
| Elizabeth Cervantes  | Lupe                            |
| Daniel Giménez Cacho | Captain Ramírez                 |
| Jorge Zárate         | Huasteco                        |
| Salvador Sánchez     | don Rogaciano                   |
| Angelina Peláez      | Mamá García                     |
| Kristian Ferrer      | Benjamín                        |
| Dagoberto Gama       | Sargento                        |
| Mauricio Isaac       | J.R. Reyes                      |
| Alejandro Calva      | police chief                    |
| Emilio Guerrero      | Major                           |
| Silverio Palacios    | Cucaracha/Pánfilo               |
| Tenoch Huerta        | El Diablo                       |
| Jen Taylor           | El Corinne                      |

## Ontvangst

### Recensies
Op Rotten Tomatoes geven 3 recensenten de film een positieve recensie.

### Prijzen en nominaties
De film won 27 prijzen en werd voor 7 andere genomineerd. Een selectie:
| Jaar | Evenement                        | Categorie                    | Genomineerde                                                      | Resultaat   |
| ---- | -------------------------------- | ---------------------------- | ----------------------------------------------------------------- | ----------- |
| 1993 | Premios Goya (25ste uitreiking)  | Beste Ibero-Amerikaanse film | El infierno                                                       | Genomineerd |
| 1993 | Premios Ariel (53ste uitreiking) | Beste film                   | El infierno                                                       | Gewonnen    |
| 1993 | Premios Ariel (53ste uitreiking) | Beste regisseur              | Luis Estrada                                                      | Gewonnen    |
| 1993 | Premios Ariel (53ste uitreiking) | Beste acteur                 | Damián Alcázar                                                    | Gewonnen    |
| 1993 | Premios Ariel (53ste uitreiking) | Beste mannelijke bijrol      | Joaquín Cosío                                                     | Gewonnen    |
| 1993 | Premios Ariel (53ste uitreiking) | Beste mannelijke bijrol      | Ernesto Gómez Cruz                                                | Genomineerd |
| 1993 | Premios Ariel (53ste uitreiking) | Beste vrouwelijke bijrol     | María Rojo                                                        | Genomineerd |
| 1993 | Premios Ariel (53ste uitreiking) | Beste origineel scenario     | Luis Estrada, Jaime Sampietro                                     | Genomineerd |
| 1993 | Premios Ariel (53ste uitreiking) | Beste camerawerk             | Damián García                                                     | Genomineerd |
| 1993 | Premios Ariel (53ste uitreiking) | Beste montage                | Mariana Rodríguez, Webster Batista                                | Gewonnen    |
| 1993 | Premios Ariel (53ste uitreiking) | Beste artdirector            | Salvador Parra, María José Pizzaro                                | Gewonnen    |
| 1993 | Premios Ariel (53ste uitreiking) | Beste kostuums               | María Estela Fernández, Gabriela Fernandez                        | Genomineerd |
| 1993 | Premios Ariel (53ste uitreiking) | Beste make-up                | Roberto Ortiz                                                     | Gewonnen    |
| 1993 | Premios Ariel (53ste uitreiking) | Beste speciale effecten      | Alejandro Vazquez                                                 | Gewonnen    |
| 1993 | Premios Ariel (53ste uitreiking) | Beste geluid                 | Pablo Lach, Miguel Hernández, Miguel Ángel Molina, Santiago Núñez | Gewonnen    |